# الحمراء (بني قيس الطور)

تعديل مصدري - تعديل

الحمراء هي إحدى قرى عزلة ربع البوني بمديرية بني قيس الطور التابعة لمحافظة حجة، بلغ تعداد سكانها 2705 نسمة حسب تعداد اليمن لعام 2004.